# Museo y Centro Cultural Presidente Pedro Aguirre Cerda

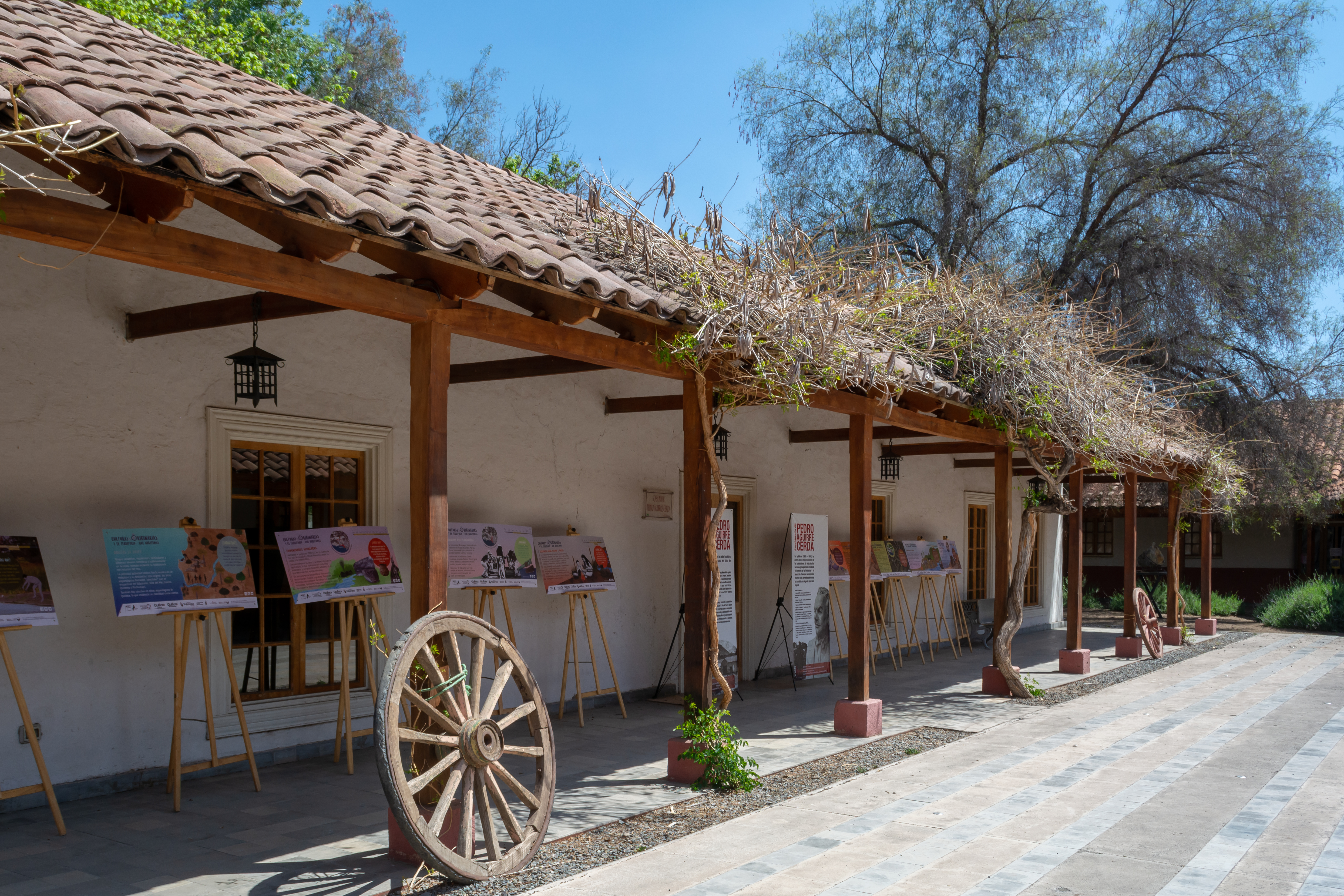
Casa natal de Pedro Aguirre Cerda.

El Museo y Centro Cultural Presidente Pedro Aguirre Cerda es un espacio cultural y centro de conservación y exhibición ubicado en la localidad de Pocuro, comuna de Calle Larga, región de Valparaíso, Chile. El espacio comprende la que fue la residencia donde nació el presidente Pedro Aguirre Cerda, y la antigua Escuela Agrícola F-511, ambos inmuebles fueron declarados monumento nacional en el año 1972 y poseen protección bajo la Ley 17.288 de Monumentos Nacionales.

## Historia

### Orígenes
La hacienda y casona data de mediados del siglo XIX. Está construida utilizando materiales de época; principalmente paja y adobe utilizando un estilo arquitectónico muy común para la época.
En esta casa habitó el expresidente Pedro Aguirre Cerda entre 1879 a 1897, para luego partir a Santiago a estudiar en el Instituto Pedagógico de la Universidad de Chile, donde se tituló de profesor de castellano y filosofía en 1900.
Posterior a que Aguirre Cerda ganara la presidencia en la elección de 1938 y se volviera presidente de la República, en 1938 fundó en su antigua casa y en un terreno anexo la Escuela Granja Agrícola F-511 que alojó a cerca de 120 estudiantes. Operó como colegio hasta 1997; ya que su infraestructura presentaba un alto nivel de deterioro. Posterior a su cierre, la comuna utilizó las dependencias como bodega municipal.
La casa y la escuela fueron declaradas «monumento nacional» durante el gobierno del presidente Salvador Allende en 1972. El estado de la casona se vio fuertemente afectado debido a los terremotos de 1985 y de 2010.
Durante el año 2000 la casona estuvo durante un periodo recibiendo mantención; sin embargo el edificio no fue abierto al público.

### Restauración y apertura del museo
En 2011 el Gobierno Regional de Valparaíso aprobó 1.059 millones de pesos para la restauración y apertura del centro cultural y museo dedicado al expresidente. El 2012 el Consejo de Monumentos Nacionales aprobó la restauración de este. El edificio fue inaugurado el 9 de noviembre de 2013. 
El 25 de septiembre de 2016 se instaló un observatorio astronómico en los patios de la casona.

## Infraestructura y colecciones
El Museo y Centro Cultural tiene como objetivo difundir, proteger y promover la memoria y legado del expresidente Pedro Aguirre Cerda, por medio de la exhibición de videos, fotografías y documentos que explican su aporte al desarrollo de la nación.
Además de ser en sí mismo un monumento nacional, el museo y centro cultural conserva y exhibe muestras y colecciones sobre arqueología, antropología, etnografía, arte local e historia.
Por otra parte, cuenta con una biblioteca interna, recorridos guiados, talleres, cursos y material didáctico. Las instalaciones cuentan con estacionamiento, baños públicos y acceso para personas con movilidad reducida.